# Ficinia ciliata
Ficinia ciliata är en halvgräsart som beskrevs av Johann Otto Boeckeler. Ficinia ciliata ingår i släktet Ficinia och familjen halvgräs. Inga underarter finns listade i Catalogue of Life.